# Čovjek koji je previše znao (1934.)
Čovjek koji je previše znao (engleski The Man Who Knew Too Much) britanski je triler iz 1934. koji je režirao Alfred Hitchcock. Glavne uloge tumače Leslie Banks, Edna Best i Peter Lorre. 
Hitchcock je 1956. osobno režirao istoimeni prepravak u kojem glumi James Stewart. Bio je to jedini filmski prepravak koji je ikada snimio. Iako se radnja u oba filma odvija oko roditelja koji nakon otmice djeteta upadnu usred planiranog atentata, dva filma se ipak razlikuju po sitnim detaljima i rješenjima.

## Radnja
St. Moritz, Švicarska. Bračni par Bob i Jill Lawrence provode zimske praznike zajedno s kćeri Betty. Jill čak sudjeluje u natjecanju gađanja glinenih golubova te tijekom večere pleše s nekim drugim muškarcem. Kada neki stranac biva upucan usred plesne dvorane, ispostavi se da se radilo o tajnom agentu koji, prije svoje smrti, zamoli Boba da u njegovoj hotelskoj sobi uzme tajnu poruku koja je od temeljne važnosti za britansku tajnu službu. Bob pronađe poruku, no kada otkrije da je njegova kći oteta i da će joj se nešto dogoditi ako ikome otkrije sadržaj poruke, odluči sve prešutiti.
Natrag u Britaniji, Bob i Jill s nestrpljenjem iščekuju bilo kakve vijesti o njihovoj kćeri. Kada dobiju telefonski poziv od otmičara, britanski tajni agent im otkrije lokaciju s koje je stigao poziv. Bob i njegov prijatelj Clive slijede tragove te otkrivaju da se kriminalac Abbott i njegova banda skrivaju u nekoj crkvi i planiraju atentat na veleposlanika neke zemlje tijekom koncerta u Royal Albert Hallu. Jill tijekom koncerta vrisne te tako uspijeva zbuniti atentatora koji samo rani veleposlanika. Policija započinje opsadu crkve tijekom koje umiru skoro svi Abbottovi članovi. Betty uspijeva pobjeći na krovu, a od gangstera ju spasi Jill koja ga upuca.

## Glume
- Leslie Banks - Bob Lawrence
- Edna Best - Jill Lawrence
- Peter Lorre - Abbott
- Frank Vosper - Ramon
- Hugh Wakefield - Clive
- Nova Pilbeam - Betty Lawrence
- Pierre Fresnay - Louis

## Zanimljivosti
Peter Lorre nije znao govoriti engleski tijekom snimanja filma pošto je bio porijeklom iz Njemačke, te je stoga učio svoje dijaloge fonetski.
Završna opsada temelji se na opsadi ulice Sidney, stvarnom incidentu koji se dogodio u Londonu 3. siječnja 1911. Hitchcock je zadužio skladatelja Arthura Benjamina za glazbu tijekom završnice u koncertu, koja je dobila naziv "Olujni oblaci", te se koristila i u prepravku iz 1956.
Hitchcock imao mali cameo otprilike u 33. minuti filma. Glumi prolaznika koji prolazi cestu u crnom kaputu prije nego što protagonisti ulaze u crkvu.

## Kritike
David Parkinson je hvalio film i dao mu četiri od pet zvjezdica:
"Ovo je vrhunski strukturiran triler čiju izvrsnost pomaže i podržava nadahnuti izbor glumaca".
Dennis Schwartz je također hvalio film:
"Ovaj rani triler Alfreda Hitchcocka je puno zabavniji od skupljeg i dužeg prepravka iz 1956. s Jamesom Stewartom i Doris Day. Hitchcock uzima nerazumljivu priču i daje joj život u obliku uzbudljivog krimića koji je krcat vrhunskim spojem slapsticka i humora, te odličnom mizanscenom."
Dave Kehr je pak prigovarao filmu:
"Ovaj triler iz 1934. bio je prvi međunarodni uspjeh Alfreda Hitchcocka, iako mu se nije svidio u tolikoj mjeri da ga je prepravio 1956. Njegov nagon za perfekcionizmom nije bio pogrešan: iako je ovaj film brz i dosljedno pametan, ima više mana od bilo kojeg drugog Hitchcockovog filma iz tog razdoblja, ne uspijevajući pronaći tematsku vezu sa svojom maštovitom mizanscenom."

## Vanjske poveznice
- Čovjek koji je previše znao u internetskoj bazi filmova IMDb-a
- Recenzije na Rotten Tomatoes